# Hitlerjugend
De Hitlerjugend  was de nationaalsocialistische jeugdbeweging in Duitsland. De meisjesorganisatie Bund Deutscher Mädel was een onderdeel van de Hitlerjugend.

## Geschiedenis
De Hitlerjugend werd in 1922 opgericht maar stelde de eerste jaren niet veel voor. Op 27 juli 1926 werd de Hitlerjugend pas door Adolf Hitler goedgekeurd. In 1932, het laatste jaar van de Weimarrepubliek, had de Hitlerjugend ongeveer 100.000 leden. Dat was niet veel vergeleken met de ongeveer tien miljoen leden van de Reichsausschuß Deutscher Jugendverbände (de rijksorganisatie voor Duitse jeugdverenigingen). In geen enkel ander land bestond in die jaren een jeugdbeweging die zo vitaal en omvangrijk was als deze Jugendverbände. Maar Hitler hechtte grote waarde aan het nazificeren van deze jeugdbeweging: na de machtsovername door de NSDAP zou daar snel verandering in komen. 
Hitler benoemde in 1933 de dichter Baldur von Schirach tot Jugendführer des Deutschen Reiches (Jeugdleider van het Duitse Rijk). Onmiddellijk na deze benoeming ging Von Schirach tot actie over. De kantoren van de Reichsausschluß Deutscher Jugendverbände werden bezet en het hoofd van die organisatie, generaal Vogt, werd botweg verjaagd. Ook admiraal Adolf von Trotha, president van de Duitse Jeugdbonden, moest het veld ruimen. Alleen de katholieke jeugdorganisaties werden voorlopig gespaard, omdat Hitler met de Rooms-Katholieke Kerk een concordaat gesloten had, waarbij onder andere was bepaald dat de rooms-katholieke jeugdorganisaties ongehinderd konden voortbestaan.
Lidmaatschap van de Hitlerjugend werd verplicht in 1939 voor alle jongeren boven zeventien jaar, en in 1941 voor alle jongeren ouder dan tien jaar. Toch wisten nog vier miljoen jongeren buiten de Hitlerjugend te blijven, ondanks de zware straffen die ze hiermee riskeerden. Wie zich toch niet aanmeldde, werd door de Hitlerjugend van het huisadres opgehaald en in een demonstratieve stoet meegenomen. Baldur von Schirach werd in 1940 als leider vervangen door Artur Axmann.
In het begin van de oorlog werden vele leden lid van brandweerkorpsen tegen de bombardementen op Duitsland. Naarmate de oorlog vorderde namen de leden van de Hitlerjugend taken van het leger over. Zo bemanden ze de luchtafweer, ze richtten onder meer de zoeklichten, of hielpen het geschut laden. Oudere leden werden meestal soldaat of sloten zich aan bij de SS. Toen Duitsland werd binnengevallen, werden leden van de HJ steeds jonger ingelijfd bij het leger. Tijdens de Slag om Berlijn in 1945 maakten ze zelfs een groot deel van de Duitse verdediging uit. De Hitlerjugend vocht dapper in de gevechten, en was de vrees van vele soldaten. Na de oorlog werd de Hitlerjugend ontbonden en verboden. Paus Benedictus XVI en prins Claus waren ooit verplicht lid van de Hitlerjugend. Ze deserteerden tijdens het eind van de Tweede Wereldoorlog.

## Het doel van de Hitlerjugend

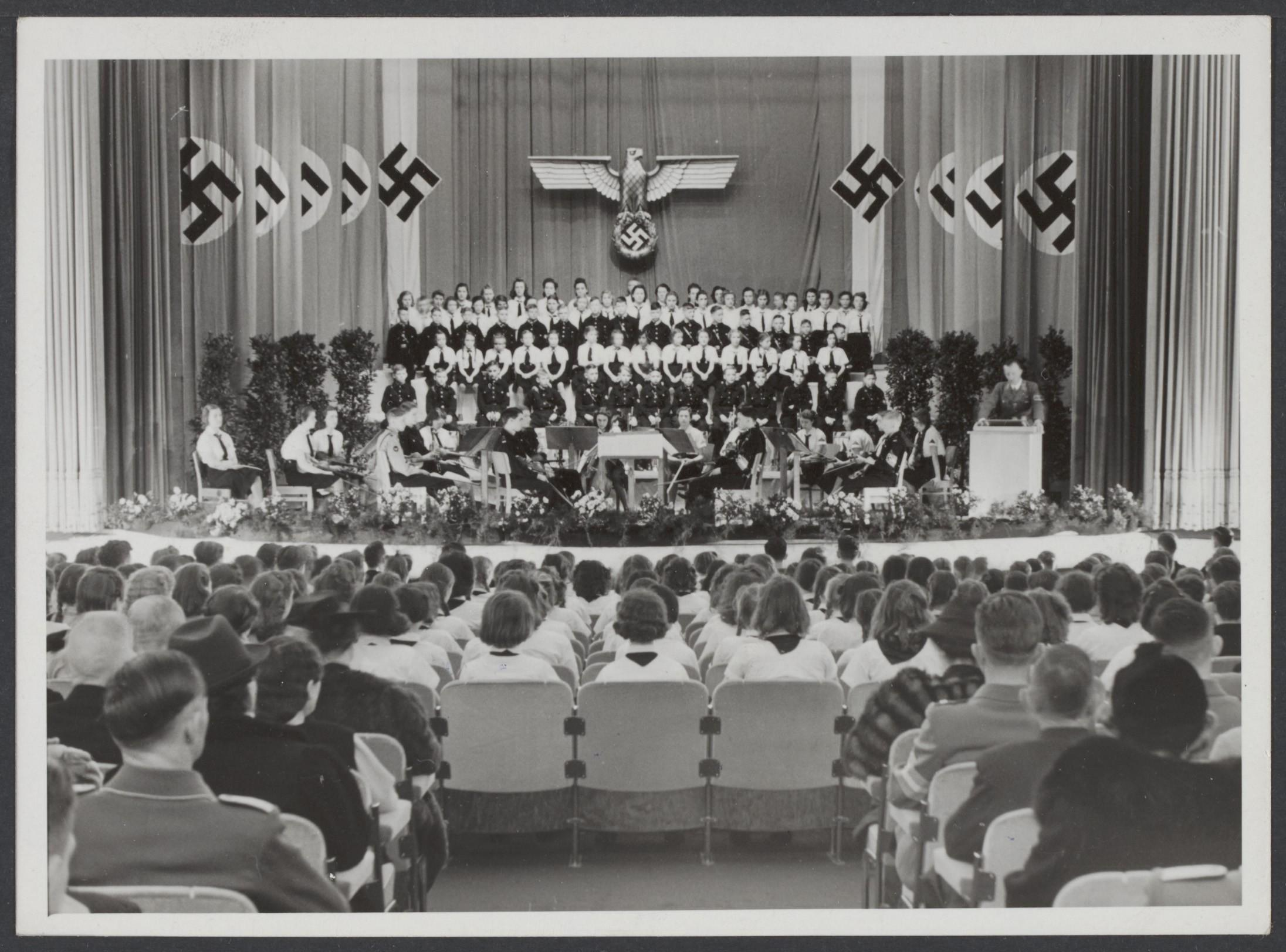
HItlerjugend in Utrecht, maart 1942

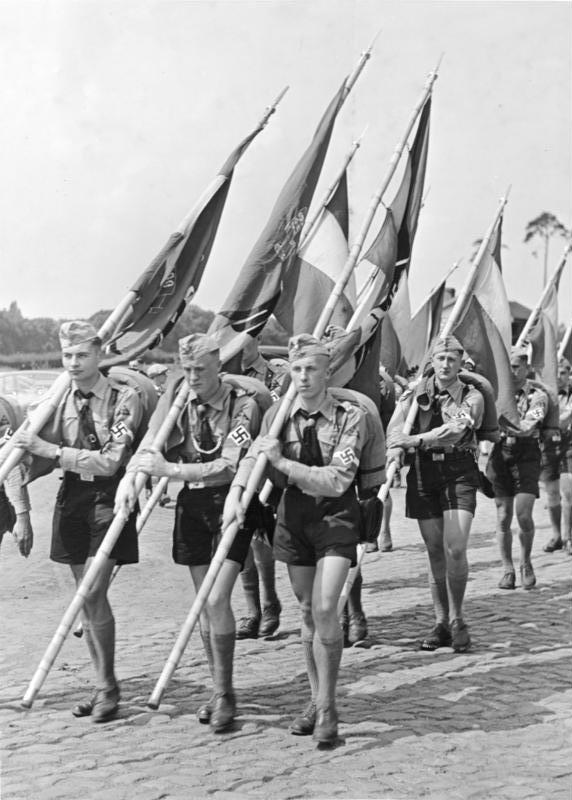
Hitlerjugend marcheert naar een nazipartijdag in Neurenberg

Het doel van de Hitlerjugend was de totale omvorming, indoctrinatie en gelijkschakeling van de jeugd om hen geschikt te maken voor de doeleinden die de nazi's nastreefden: onverschrokken, gewetenloos en willoos 'kanonnenvlees', overal inzetbaar. Doordrongen van de nazi-ideologie en blindelings gehoorzaam aan de partij. De stalinisten en latere maoisten hadden trouwens soortgelijke jeugdafdelingen waar dezelfde doelstellingen werden nagestreefd.
In een krantencommentaar stond eens: 
"Nooit kijkt de Führer vriendelijker, nooit lacht hij zo, dan wanneer hij uitkijkt over zijn jeugd en hun stralende gezichten ziet."
Hieruit blijkt dat de Duitse jeugd voor Hitler erg belangrijk was. Hij vergeleek hen met de zon en het licht. Von Schirach noemde de NSDAP eens de partij van de jeugd. 
Jongens moesten al snel voorbereid worden op het leven van een Duits soldaat, die zonder nadenken de bevelen van de Führer opvolgt. Meisjes moesten worden opgeleid tot gezonde vrouwen: die moesten zorgen voor zo veel mogelijk Arische kinderen. De jeugd moest worden bijgebracht dat sterven voor het vaderland het allerhoogste goed was en de hoogste eer die een man kon behalen. Eens zou die jeugd namelijk de leiding vormen van het Grootduitse Rijk en alles waarvoor het nationaalsocialisme zich zo had ingespannen. Ze moesten worden opgeleid om de Führer en het Reich te dienen. Daarom hechtten de nationaalsocialisten grote waarde aan het vormen van een volgzame en met nazi-ideeën geïndoctrineerde jeugd. Zo verklaarde Hitler tijdens een interview: 
"Mijn pedagogiek is hard. Het zwakke moet weggeslagen worden. In mijn Ordensburgen zal een jeugd opgroeien die de wereld zal heugen. Een gewelddadige, wrede, onverschrokken jeugd wil ik. De jeugd moet dat alles zijn. Pijn en moeite moet zij kunnen verdragen. Er mag niets zwaks en teers aan haar zijn. Hun blik moet weer even scherp worden als die van een vrij en herrisch roofdier. Sterk en mooi wil ik mijn jeugd zien. Zo kan ik het nieuwe scheppen."
Niet alleen op school moest de jeugd worden opgevoed in de geest van het nationaalsocialisme, maar ook in hun vrije tijd. Dat was het doel van de Hitlerjugend, alle jongeren in elke fase van hun ontwikkeling aan de nazi-staat binden en onderwerpen aan een gerichte indoctrinatie. In de wet over de Hitlerjeugd stond onder andere: 
"De gehele Duitse jeugd wordt georganiseerd in de Hitlerjeugd. De Duitse jeugd zal niet alleen worden grootgebracht door gezin en school, maar ook lichamelijk, geestelijk en moreel worden opgevoed binnen de Hitlerjeugd."

## Organisatie en activiteiten van de Hitlerjugend
Door de snelle groei van Hitlers jeugdorganisatie, was er behoefte aan een goede organisatiestructuur. Binnen korte tijd werd er een systeem ingevoerd dat inhield dat de NSDAP totale zeggenschap kreeg over de ontwikkeling van kinderen vanaf hun zesde. Tot hun achttiende werden jongens en meisjes georganiseerd in afdelingen van de Hitlerjugend.